# Vederslövs distrikt
Vederslövs distrikt är ett distrikt i Växjö kommun och Kronobergs län. Distriktet ligger sydväst om Växjö. 

## Tidigare administrativ tillhörighet
Distriktet inrättades 2016 och utgörs av socknen Vederslöv i Växjö kommun.
Området motsvarar den omfattning Vederslövs församling hade 1999/2000.